# تو مال منی (ترانه تیلور سوئیفت)
«تو مال منی» (انگلیسی: You Belong with Me) ترانه‌ای است که توسط خواننده-ترانه‌سرای آمریکایی تیلور سوئیفت ضبط شده‌است. این ترانه را سوئیفت و لیز رز نوشته و نیتن چپمن و سوئیفت آن را تهیه کرده‌اند. این ترانه در ۱۸ آوریل ۲۰۰۹ توسط بیگ مشین رکوردز به عنوان سومین تک‌آهنگ از دومین آلبوم استودیویی سوئیفت با عنوان بی‌باک (۲۰۰۸) منتشر شد.